# Gesundheitsziel
Gesundheitsziele wurden 2000 vom Bundesministerium für Gesundheit eingeführt und sind ein Instrument der Gesundheitspolitik. Die wesentlichen Akteure im deutschen Gesundheitswesen entwickeln im Konsens Oberziele, Ziele und Teilziele, aber auch konkrete Maßnahmen in spezifischen Bereichen. Sie verpflichten sich, diese Ziele und Maßnahmen in eigener Verantwortung umzusetzen. Die Gesellschaft für Versicherungswissenschaft und -gestaltung e. V. (GVG) wurde mit einem entsprechenden Modellprojekt "Forum gesundheitsziele.de" beauftragt. Seit 2007 ist gesundheitsziele.de ein auf Dauer angelegter Kooperationsverbund, der sich aus eigenen Mitteln der Beteiligten finanziert. Mehr als 120 Organisationen engagieren sich im Kooperationsverbund für die Weiterentwicklung und Umsetzung von Gesundheitszielen. Derzeit gibt es neun Gesundheitsziele auf Bundesebene, u. a. zu: Diabetes mellitus, Brustkrebs, Tabakkonsum reduzieren, Depression, Gesund aufwachsen, gesundheitliche Kompetenz erhöhen, depressive Erkrankungen verhindern, Gesund älter werden. Alkoholkonsum reduzieren und Gesundheit rund um die Geburt.
Auch auf der Ebene einiger Bundesländer gibt es einen eigenen Zieleprozess.
Im Zusammenhang mit der Diskussion zu einem Präventionsgesetz sollen Gesundheitsziele – soweit sie auf Prävention erzogen sind – auf Bundesebene stärker verpflichtenden Charakter für die anderen politischen Ebenen (Länder, Kommunen) erhalten. Die Entwicklung dieser Präventionsziele wird sich dabei an den Vorarbeiten zu Gesundheitszielen orientieren.
Die Ziele des Gesundheitswesens werden je nach Autor unterschiedlich definiert. Eine gute Aufzählung ist die folgende: Zugang für alle, Qualität, Wirksamkeit, Wirtschaftlichkeit und die Zufriedenheit der Patienten und des Personals. Die WHO hat zahlreiche Studien zu nationalen Gesundheitszielen veröffentlicht.